# Detroit Rock City
«Detroit Rock City» — песня американской хард-рок-группы Kiss, вошедшая в альбом Destroyer 1976 года. Песню написали Пол Стэнли и Боб Эзрин. Она о настоящем фанате группы, который погиб в автокатастрофе по дороге на концерт Kiss (в начале песни слышно репортаж о дорожном происшествии, рассказанный Бобом Эзрином). Песня была записана и издана как сингл в 1976, она была третьим синглом из альбома. Согласно планам группы, это должен был быть последний сингл в поддержку альбома.

## История записи
«Detroit Rock City» была почти подсознательным переделыванием более раннего материала. Джин Симмонс находит части песни похожими на «Two Timer». Пол Стэнли также отмечает, что части басовой структуры песни позаимствованы из «Much Too Young», достояния «Acrobat» — энергичной инструментальной композиции группы в ранние годы, и, конечно, имеет похожие ощущения в некоторых местах. Отчасти потому, что популярность Kiss возросла в Детройте, Пол Стэнли сказал, что хочет как-либо отметить этот город в песне: «Мы были хедлайнерами в Детройте, в то время как нас почти не знали где-либо ещё. Я написал „Detroit Rock City“ как дань городу, который исторически защитил истинный рок-н-ролл.»
В конечном итоге он хотел, чтобы песня была о «ком-то, собирающемся на концерт, чтобы круто провести время, и в конце умереть». Текст песни основывается на реальных событиях, в которых фан Kiss погиб по дороге на концерт Kiss в Шарлоте, Северная Каролина, во время тура в поддержку альбома Dressed to Kill в апреле 1975; так что песня, посвященная Детройту, базируется на трагичном происшествии в Северной Каролине.
Боб Эзрин был также ответственным и за другие аспекты «Detroit Rock City», включая и творческое введение и создание «истории» со вступлением. Боб написал сюжет для новостей, прочитал его (Боб Эзрин, а не Джин Симмонс, как это распространено считать), и создал остальные звуковые эффекты. Для звуков машины он шёл со студии Record Plant с микрофоном, записывающим звуки — как он открывает дверь, заводит двигатель рабочего автомобиля, припаркованного на 44 улице и переключает каналы радио. Дополнительно он использовал негромкий радиоприёмник, чтобы поймать сигнал «Rock And Roll All Nite» от передатчика из студии. Окончательная версия получилась после нескольких попыток словить «Rock And Roll All Nite», которая как раз хорошо транслировалась в то время. Боб Эзрин очень гордился этой записью. Джин Симмонс отмечал, что его партия баса была нетипична для обычного стиля, и была больше похожа на R&B, чем на рок. Эзрин так же написал для песни соло Эйсу Фрэйли, которое категорически отличалось от материала, которым Эйс обеспечивал песни. Питер Крисс так же решил сделать что-то специальное для песни и альбома в целом, так что он методически разрабатывал каждую отдельную часть. Он полагает, что это самая уникальная и восхитительная работа на ударных, которую он, к сожалению, не всегда повторял на последующих альбомах. Эзрин играл на записях на пианино, затеняя гитару.

## Продажа
Как сингл песня неплохо продавалась и проигрывалась на радио, но не попала в чарты США, несмотря на то, что стала любимой фанатами.
Так было пока радиостанции не стали играть сторону «Б» сингла «Beth» — песни, придуманной и спетой ударником Питером Криссом. После этого альбом стал распродаваться так, как ожидалось. Баллада, которая, согласно высказываниям Симмонса, специально была расположена на стороне «Б» сингла, чтобы станции выбрали для эфира «Detroit Rock City», начала получать многочисленные запросы слушателей, и стала неожиданным хитом.
«Beth» была перевыпущена отдельным синглом в позднем августе, и попала на 7-е место чарта синглового Билборда 25 сентября. Это была первая песня группы, попавшая в топ-10, и она разожгла продажи альбома. 11 ноября «Destroyer» стал первым платиновым альбомом Kiss.
На протяжении концертного тура Love Gun/Alive II Пол Стэнли заменял строчку «I know I’m gonna die, why?» на «I know I’m gonna die, and I don’t care!».

## Достижения
Песня получила 6-е место в топе сорока лучших металических песен VH1, и была включена в альбом Heavy Metal – The First 20 Years который был издан 26 июля 2006 года.
Название песни было взято фильмом 1999 года в котором группа подростков-фанов Kiss едут на машине в Детройт, чтобы увидеть выступление своей любимой группы в 1978 году.
Клуб Детройт Тайгерс использовали песню выходя на поле, а также при разных теле- и радиотрансляциях.

## Участники
- Джин Симмонс — бас-гитара, бэк-вокал
- Пол Стэнли — ритм-гитара, лидирующий вокал
- Эйс Фрейли — ведущая гитара, бэк-вокал
- Питер Крисс — ударные, бэк-вокал
- Боб Эзрин - голоса и звуки